# سیارک ۳۲۸۱۱
سیارک ۳۲۸۱۱ (به انگلیسی: 32811 Apisaon، نامگذاری:1990TP12) سی و دو هزار و هشتصد و یازدهمین سیارک کشف شده‌است که در ۱۴ اکتبر ۱۹۹۰ کشف شد.